# 인연 (수필)
인연은 고 피천득이 1996년 쓴 책 '산호와 진주'에서 떼어 낸 수필과 시, 그리고 그 이후에 추가된 항목을 더해 엮은 수필집으로 그의 대표작이다.
인연에는, 피천득이 17세일 무렵, 피천득의 일본 유학 시절, 하숙집 딸인 아사코와의 교제, 그의 자식이 주 소재이지만 그 뿐 아니라 피천득 교수 자신이 생각한 삶, 그리고 여러 가지 시 등이 다수 수록되어 있다.

## 수록 작품

### 1부 인생은 작은 인연들로 아름답다
- 수필
- 신춘
- 조춘
- 종달새
- 봄
- 파리에 부친 편지
- 오월
- 가든파티
- 장미
- 여성의 미
- 모시
- 수상 스키
- 꿈
- 선물
- 플루트 플레이어
- 너무 많다
- 보기에 따라서는
- 여성의 편지
- 장난감
- 가구
- 눈물
- 맛과 멋
- 호이트 컬렉션
- 전화
- 시골 한약국
- 장수
- 황포탄의 추석
- 기다리는 편지
- 용돈
- 금반지
- 이사
- 보스턴 심포니

### 2부 서영이
- 엄마
- 그날
- 찬란한 시절
- 서영이에게
- 어느 날
- 서영이
- 서영이 대학에 가다
- 딸에게
- 서영이와 난영이
- 외삼촌 할아버지
- 인연
- 유순이
- 도산
- 도산 선생께
- 춘원
- 셰익스피어
- 도연명
- 로버트 프로스트 1
- 로버트 프로스트 2
- 찰스 램
- 브룩의 애국시
- 여심
- 치옹
- 어느 학자의 초상
- 아인슈타인

### 3부 나의 사랑하는 생활
- 나의 사랑하는 생활
- 멋
- 반사적 광영
- 피가지변
- 이야기
- 잠
- 구원의 여상
- 낙서
- 은전 한 닢
- 술
- 순례
- 비원
- 기행소품
- 토요일
- 여린 마음
- 초대
- 여름밤의 나그네
- 기도
- 우정
- 1945년 8월 15일
- 콩코드 찬가
- 시집 가는 친구 딸에게
- 유머의 기능
- 문화재 보존
- 송년
- 만년